# حداتو

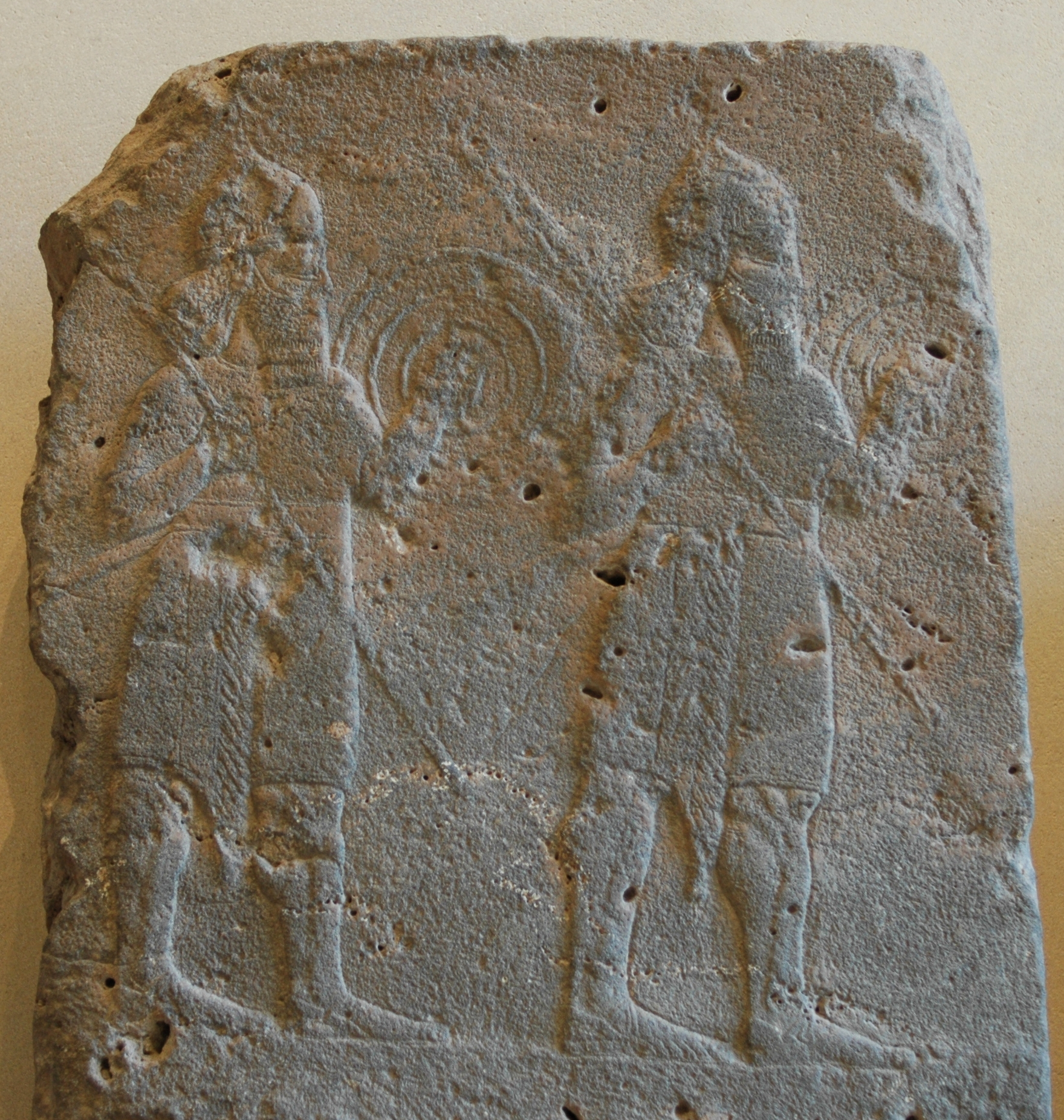
نحت نافر من منتصف القرن الثامن ق.م، موقع حداتو، موجود في متحف اللوفر

حداتو يسمى الموقع أرسلان طاش أيضاً، وربما تنحدر تسمية «حداتو» أو «خداتو» المعرفة في النصوص الآشورية، من اسم ملك ارامي يدعى حدت حكم في سورية  قرية شيران، بعد وفاة الملك تحول إلى أحد الالهة المعبودة لدى الاراميين وتم إضافة حرف الواو إلى حدت ليصبح الاسم حداتو.

## الموقع
يقع موقع أرسلان طاش الأثري بلاد ما بين النهرين العلية شمالي الجزيرة السورية، (كوباني)، ويبعد عن نهر الفرات مسافة 30 كم شرقاً. الموقع الأثري البيضوي الشكل يقع في وسط السهل المسمى «سروج»

## كشف الموقع
ابتدأ الاهتمام بالموقع منذ عهد الدولة العثمانية، حيث كان السكان يعثرون على حجارة بازلتية منحوتة وعليها نقوش نافرة، أما التل نفسه فقد سماه الأتراك أرسلان طاش أي «الأسود الحجرية» لكثرة عدد تماثيل الأسود البازلتية التي وجدت على سطحه أو المطمورة جزئياً فيه. ونقلت أغلب هذه الأثار إلى متحف إسطنبول ما لفتت الأنظار إليها.
أولى أعمال التنقيب قامت بها بعثة أثرية فرنسية بإشراف تورو دانجان (F.Thureau Dnagin) عام 1928، وأدت إلى الكشف عن حاضرة مزدهرة في النصف الأول من الألف الأول قبل الميلاد، وهي الفترة التي تعاقب فيها الآراميون والآشوريون في السيطرة على شمال سورية.
كشفت التنقيبات عن مدينة بيضوية الشكل، بطول 750 متر وعرض 550 متر، وفيها حصن كبير مسور بسور من اللبن الطيني فوق أساسات حجرية وزودالسور بثلان ببوابات نصبت أمامها أسود ضخمة، وزينت قواعدها بنقوش نافرة لجنود آشوريون وسكان يدفعون الجزية، ومن الباب الشمالي يمكن الدخول إلى غرفة مزخرفة الجدران بألوان وفيها نقش نافر أيضاً.

## القصر الآشوري

مخطط للقسم الخاص في القصر

كسفت أعمال التنقيب أيضاً قصراً آشورياً مبني وفق مايعرف بالمخطط الآشوري الحديث، يتكون من «قسم الرسمي» يبدء بردهة المدخل المحاطة بغرف صغيرة من ثلاث جهات، وتنفتح على قاعة كبيرة ربما للاستقبال.وعدد من الغرف الجانبية ودرج،
ثم «القسم الخاص» الذي يقع في الجهة الخلفية وفيه فناء داخلي تحيط به غرف سكن الأسرة، وهو متصل أيضاً بقاعة استقبال كبيرة، ربما استخدمت للقاءات الخاصة.وقد كانت بعض الغرف مزينة برسوم جدارية، وأفاريز يبلغ عرضها حوالي 80سم، مزخرفة هندسياً بدوائر ومربعات تبدء من علو مترين عن الأرض تقريباً وإلى الشرق يوجدمجموعة من الحجرات ربما شكلت مستودعات تخزين.

## بيت العاجيات
كشف إلى جانب القصر بناء كبير أقدم من القصر، سُمي «بيت العاجيات»، لوجود مجموعة كبيرة من القطع الفنية المشغولة بالعاج، وقد ؤرخت بالفترة بين القرنين التاسع والثامن ق.م، وقد حملت هذه العاجيات زخارف نباتية وحيوانية مثل شجرة النخيل، والبقرة وعجلها، والسفنكس، وأيضاً أشكال إنسانية مثل نساء ورجال، وأيضاً مواضيع ميثولوجية مثل النساء مجنحات ربما الشيطانة «كيليلو»، وصيفة الربة عشتار الأولى، وارتدت النساء على رؤسهن التاج المصري المزدوج وأمسكت زنبقة بكل يد.
وأيضا حتوت هذه العاجيات على مشهد يمثل الملك حزإل (حزائيل) ملك آرام دمشق. استدل على ذلك من العثور إلى جانب هذه العاجيات في المبنى نفسه على أثاث خشبي ثمين أهمه سرير عليه كتابة تشير إلى أنه كان يعود للملك حزإل، وكان هذا السرير من جملة الغنائم التي استولى عليها الملك الآشوري «ادد نيراري» الثالث في أحد حملاته على دمشق والتي أنهت حكم «حزه إل» (حزائيل) عام 803 ق.م.
أما المعبد الآشوري فلم ينقب عنه إلا جزئياً. وقد كان مدخله محمياً بتمثالين لثورين كبيرين عليهما كتابة منقوشة تذكر باني المعبد الملك "توكولتي- ابلي- إشارا الثالث" للإلهة عشتار، وبين محتويات المعبد ستة من تماثيل الآلهة وصندوق للتقدمات.

## كتابات
نقشت على قاعدة الأسد أحد الأسود، ثلاثة نصوص باللغة الآرامية واللغة الآشورية واللغة اللوفية الحثية، ربما لأن سكان المنطقة كانوا خليطاً من الآراميين واللوفيين الحثيين، وخضعوا لسلطة آشور.
ربما شكل النص الآرامي أقدم النصوص لوقعه أعلى النصين الثانيين، ويتألف من ثمانية سطور تفصلها عن بعضها حزوز خفيفة، بينما تفصل نقطة أو نقطتان بين الكلمات، ويحيط بالنص إطار مستطيل.
والنص كما يقول الباحث الآثاري (محمد العزو) يبدأ بضمير المتكلم (أنا)الذي يعود إلى المسؤل عن المنطقة «انره- ابيل- إشارا» (انرة بلاصر) والذي كتب اسمه بالآشورية «نينورتا-ابيل- إشارا» ويصف نفسه بأنه مسؤل حصن «شولمانو- اشارئد» (شلمنصر)في موقع تل أحمر على بعد 25 كم عن «خداتو» على ضفة اليسرى للفرات وكان اسمه تل برسيب، عاصمة المملكة الآرامية "بيت عديني"، ثم حولّه "شولمانو- اشارئد"الثالث بين عامي 858 ـ 824 ق.م إلى «كار شولمانو- اشارئد» وكار تعني حصن بالأكدية.
أما في خداتو فكان «انره- ابيل- إشارا» (انرة بلصر) أمير أو حاكم، ويتبع الوالي الآشوري "شمش ايلو"المقيم في «كار شولمانو- اشارئد»، والذي كان في النصف الأول من القرن الثامن قبل الميلاد، القائد الأقوى لمملكة آشور، والحاكم الفعلي في بلاد الشام والجزيرة، وتسجل له وقوفه وصموده وتصديه لمملكة أورارتو.
ويقرأ ابالسطرين الثاني والثالث، أن «شمش أيلو» هو الذي بنى خداتو، وجعل أبوابها من خشب الأرز، وزيّن بوابتها ورصف شوارعها، حيث وردت كلمة بسنته، أي بسنين حكم «شمش أيلو»، ثم يقرأ بالسطرين الرابع والخامس أن «انره- ابيل- إشارا» قد أمر بنصب أربعة أسود من حجر البازلت لحراسة الحصن، وزيّن بها بوابتي الدخول والخروج.
و على أسد ثاني نقش عليه تسعة سطور، تشوهت الثلاثة الأولى منها، وتحكي الأسطر الباقية عن أعمال «انره- ابيل- إشارا».

## معرض صور

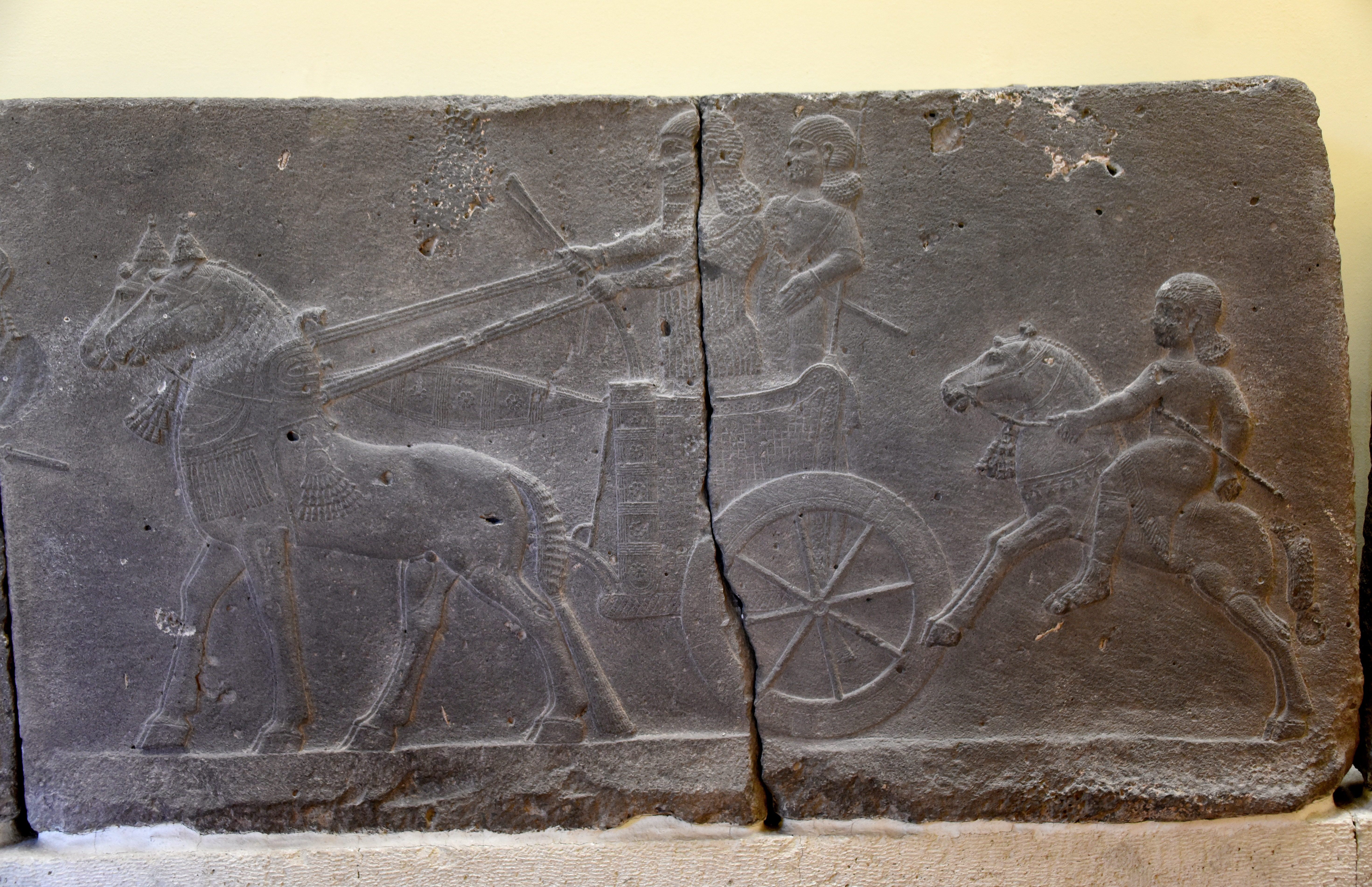
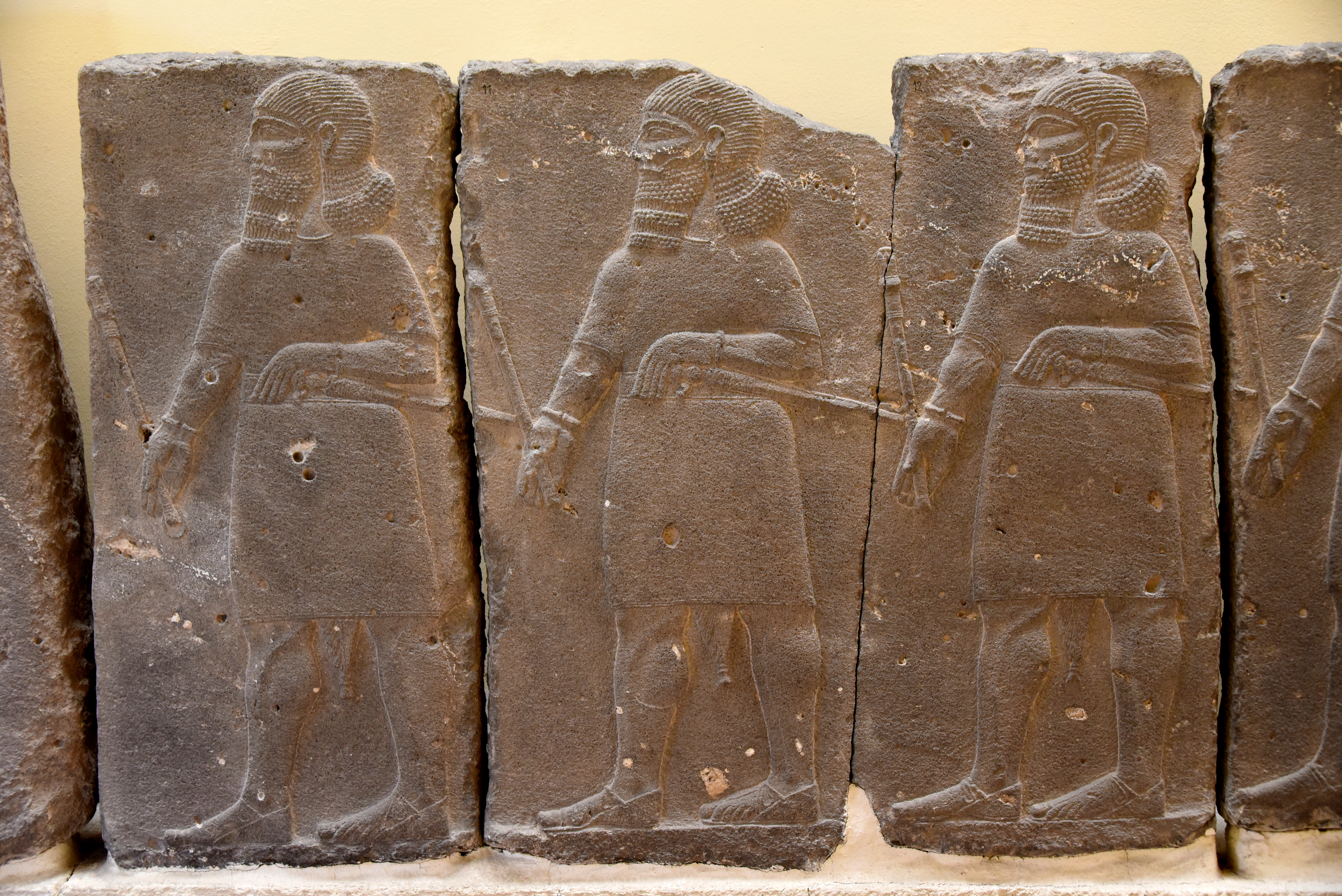
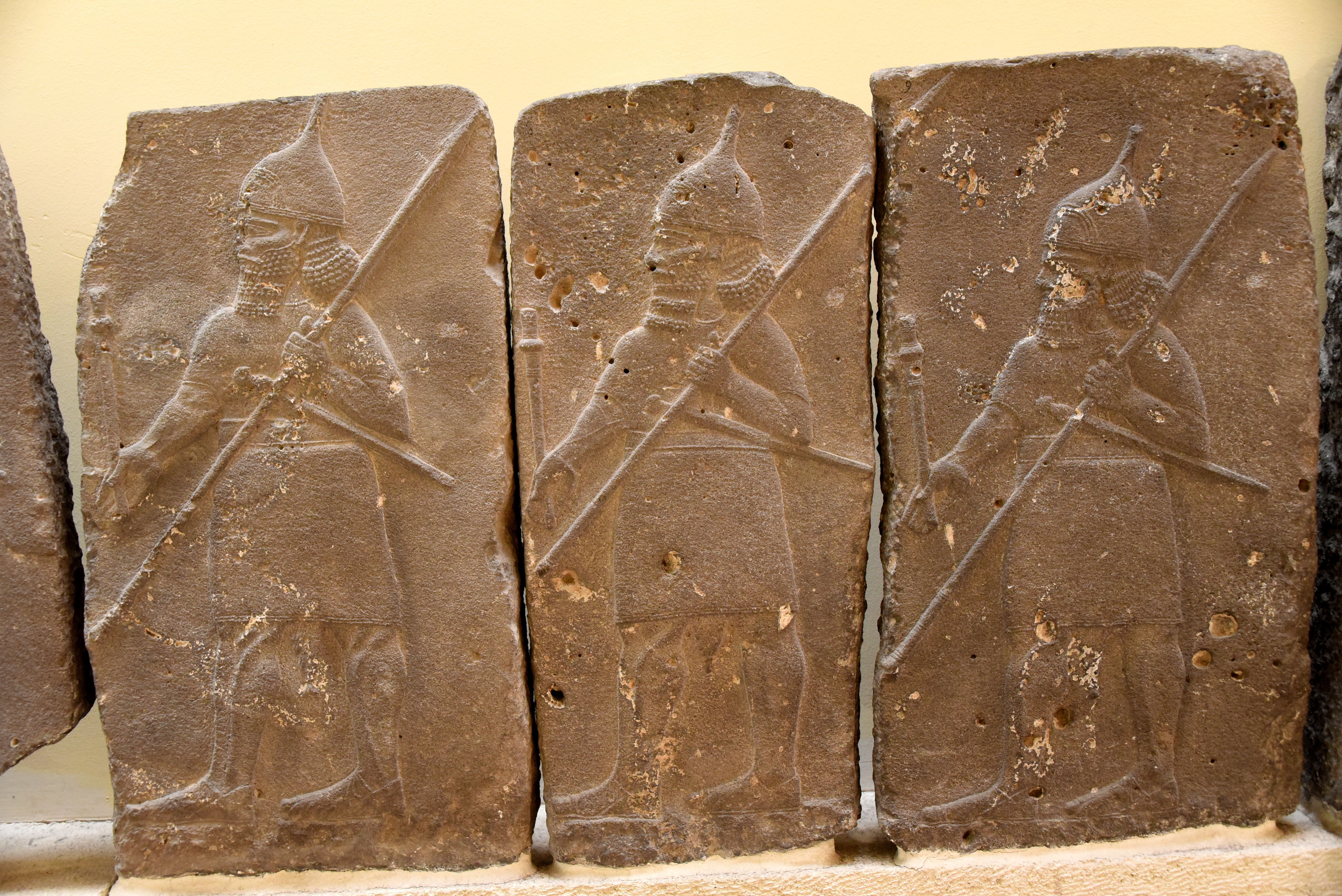
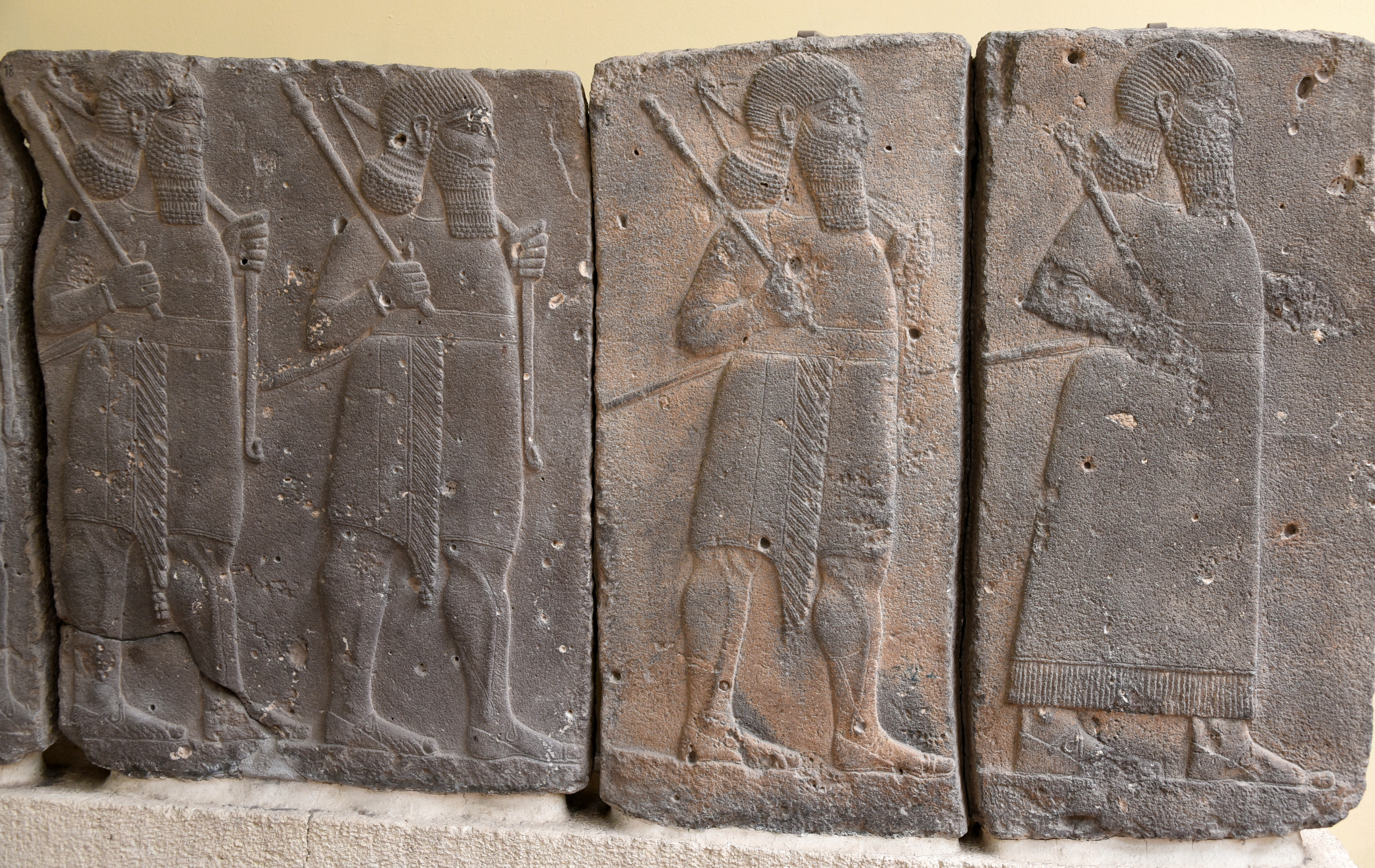